# Publius Sempronius Gracchus
Publius Sempronius Gracchus war ein im 2. Jahrhundert v. Chr. lebender Politiker der Römischen Republik.

## Leben
Publius Sempronius Gracchus gehörte der römischen Adelsfamilie der Sempronier an. Er war wahrscheinlich ein älterer Bruder des Konsuls von 177 v. Chr., Tiberius Sempronius Gracchus, des Vaters der Gracchen.
189 v. Chr. bekleidete Publius Sempronius Gracchus das Amt eines Volkstribunen. In dieser Eigenschaft zog er gemeinsam mit seinem Gentilen und Amtsgenossen Gaius Sempronius Rutilus den Konsular Manius Acilius Glabrio vor Gericht. Sie beschuldigten Glabrio, der 191 v. Chr. den König Antiochos III. bei den Thermopylen geschlagen hatte, einen Teil der damaligen Kriegsbeute unterschlagen zu haben. Es geschah dies keineswegs aus lauteren Motiven, sondern, wie Titus Livius angibt, lediglich im Interesse der patrizischen Nobilität, um Glabrio, der sich als volksnaher Homo novus mit einer Reihe der vornehmsten Männer Roms um die Zensur bewarb, von dieser Kandidatur abzudrängen. Als Belastungszeugen wurden ehemalige Legaten und Kriegstribunen des Glabrio zur Aussage aufgefordert. Der Bedeutendste unter ihnen war Marcus Porcius Cato der Ältere, der in seiner Rede offenbar seine eigenen militärischen Leistungen als Kriegstribun des Glabrio hervorhob und ferner behauptete, er habe nach der gewonnenen Schlacht gegen Antiochos III. silberne und goldene Gefäße im Lager gesehen, die bei Glabrios Triumphzug gefehlt hätten. Glabrio war verbittert und gab seinerseits an, dass Catos Ausführungen ein abscheulicher Meineid seien. Nachdem er schließlich am dritten Anklagetag auf seine Kandidatur für die Zensor-Wahlen verzichtet hatte, zogen Gracchus und sein Amtskollege ihre Klage gegen Glabrio zurück.
Über das weitere Leben des Gracchus liegt keine Überlieferung vor.